# Денежная реформа Петра I
Денежная реформа Петра I — комплекс мер конца XVII — начала XVIII столетий, которые позволили кардинально изменить систему денежного обращения Русского царства, выполнить ряд важных для государства задач.

## Предпосылки
Существовавшая в Русском царстве система денежного обращения в XVII столетии перестала удовлетворять потребностям торговли. Развитие коммерции и крупных городов требовали наличие крупной денежной единицы, по типу распространённого в Европе талера, с наличием разменных серебряных и мелких медных монет.
В середине XVII столетия, во время царствования Алексея Михайловича, была проведена оказавшаяся провальной денежная реформа, приведшая к ряду восстаний и т. н. Медному бунту в Москве. В 1654 году было принято решение построить денежную систему России на весовой основе талера. В Западной Европе сложилась практика, предполагающая оборот неполноценной мелкой разменной монеты наряду с полновесной крупной. В Русском царстве получилась обратная ситуация. Вначале с закупаемых у иностранцев талеров сбивали изображения и надписи, а затем на полученном кружке ставили собственные клейма. Кроме рублей, на четвертинках разрубленных монет, чеканили полуполтины (25 копеек). Одновременно была начата чеканка «медных ефимков» — круглых полтинников (50 копеек). Технологии, применяемые на Московском монетном дворе того времени, не позволили наладить массовый выпуск круглых монет. Чеканка, основанная на применении «молотовых снарядов», приводила к быстрому выходу из строя штемпелей.
Кроме технической непроработанности выпуска новых монет, были допущены и другие просчёты. Распространённый в описываемое время рейхсталер содержал около 29 г серебра 889 пробы. Именно его в ходе реформы 1654 года приравняли к 100 копейкам. В то же время 100 находящихся в обращении серебряных копеек весили 46—47 г. Для населения не было большим секретом, что на монетном дворе из одного ефимка чеканят 64 копейки, в то время, как покупают у иностранцев за 50. Неполноценный рубль-талер был отвергнут рынком. В том же году его выпуск был прекращён.
Уже в 1655 году в реформу была внесена первая существенная поправка. Её суть заключалась в отказе от выпуска рубля. Талер, «уценённый» до 64 копеек, стал полноценной монетой государства. При этом допуск его в оборот per se лишил бы казну существенного источника доходов, а также мог внести разлад во всю систему денежного обращения. Попадавшие на монетный двор талеры снабжали двумя контрамарками. Круглая контрамарка наносилась штемпелями, которые использовали при выпуске серебряных копеек. На ней в бусовом ободке помещалось изображение всадника с копьём со знаком М между ногами коня. Второй надчекан представлял собой прямоугольник с цифрами «1655».
Ещё одним фактором, который вносил разлад в денежное обращение и обусловил провал монетной реформы Алексея Михайловича, стало наличие в обороте множества типов талеров. В течение более сотни лет их чеканили на самых разных монетных дворах Европы. Они отличались не только по внешнему виду, но и по весу и диаметру. Наиболее полновесными являлись упомянутые выше рейхсталеры. Альбертусталеры содержали на 1,33 г меньше чистого серебра по сравнению со своими немецкими аналогами. По изображённому косому бургундскому кресту они получили название «крыжового ефимка». Некоторое время их старались не принимать на монетном дворе, а затем стали платить не более 48 копеек. Полноценных рейхсталеров не хватало, и поэтому официально было дозволено надчеканивать и крыжовые ефимки. Какие-либо данные о различии официального курса ефимков с признаком, несмотря на различное количество в них благородного металла, отсутствуют. Основоположник советской научной нумизматической школы и главный хранитель Отдела нумизматики Государственного Эрмитажа И. Г. Спасский приводит в каталоге ефимков даже контрмаркированный по явному недосмотру левок, который выпускали из низкопробного серебра.
Контрмаркирование талеров, то есть чеканка ефимков с признаком, велось довольно интенсивно, хоть и непродолжительное время. Их выпуск начался в мае 1655 года и был завершён в том же году. В 1659 году ефимки с признаками перестали являться законным платёжным средством. Их надлежало обменять на медные монеты. Экономический эффект выкупа оказался ничтожным. К примеру, из Пскова отправили серебряных монет для обмена на относительно мизерную сумму в 1461 рубль. В конечном итоге неконтролируемый выпуск медных денег привёл к их значительному обесцениванию и закончился Медным бунтом 1662 года.
Большая часть ефимков с признаком направлялась на территорию современных Украины и Белоруссии, так как обеспечение войск во время изнурительной русско-польской войны 1654—1667 годов требовало большого количества полноценной монеты. Там ефимки с признаком вливались в местное обращение. Государство не пошло на введение каких-либо ограничений и запретов на присоединённых и неспокойных территориях. К тому же ожидать возвращения ефимков по отзыву взамен обесцененной медной монеты не приходилось. В результате обращение ефимков на территории современной Украины продолжалось до начала XVIII столетия, в то время как для Великой Руси явилось кратковременным эпизодом.

## Подготовка реформы
При подготовке реформы, которая началась в 90-х годах XVII столетия, учли предыдущие ошибки. Как и при Алексее Михайловиче, целью являлось создание системы на основе равного талеру рубля и медной копейки. Разница в содержании серебра в ста копейках и одном талере, присущая для 1650-х годов, была нивелирована путём порчи монеты. В 1698 году предпринято очередное снижение содержания благородного металла в копейке. Сто новых копеек стали соответствовать по количеству чистого серебра в 25—26 г западноевропейскому талеру.
Центральная власть опасалась повторения Медного бунта, вызванного введением медных монет. Для предотвращения объяснимого недоверия со стороны обычного люда медные деньги вводились постепенно. Сначала, в 1696 году, на серебряных копейках начали помещать год выпуска. В 1700 году появились медные монеты с кратным копейке номиналом. Старые деньги оставались законным платёжным средством. Хождение старых серебряных копеек не было прекращено и после введения в 1704 году медных.

## Ход реформы
Изменение системы денежного обращения проходило постепенно. В 1700 году появились медные монеты номиналом в ½ (деньга), ¼ (полушка) и 1⁄8 (полуполушка) копейки. Население было заблаговременно оповещено о нововведении. Указ подчёркивал, что новые медные деньги являются таким же законным средством платежа, как и серебряные копейки. Выпуск официально был направлен для облегчения мелкой розничной торговли.
В следующем, 1701 году, открыли новый Кадашёвский монетный двор на котором стали выпускать серебряные монеты номиналом в 50 (полтина), 25 (полуполтинник), 10 (гривенник) и 5 (десять денег) копеек. Рубля, как реальной монеты, ещё не было, как и медной копейки, так как данный номинал продолжали изготавливать из серебряной проволоки. Новые серебряные рубли и медные копейки появились лишь в 1704 году. На первых порах выпуск осуществлялся путём перечеканки западноевропейских талеров. До 1711 года монеты изготавливали, согласно официальной терминологии, по «неустановочной пробе», чаще всего талеровой (889-й). Согласно указу от 16 октября 1711 года для мелкой разменной монеты определили 70-ю золотниковую пробу (729-я метрическая). В 1718 году такое содержание благородного металла было перенесено и на крупные монеты. По своей сути это привело к снижению содержанию в них серебра, что хоть и принесло дополнительный доход в казну, стало причиной таких негативных последствий, как падение стоимости денег и рост цен.
Сосуществование новой и старой систем продолжалось ещё в течение 14 лет, когда в 1718 году был прекращён выпуск серебряных копеек. Одновременно, на время, прекратили чеканку и их медных аналогов. Таким образом окончание денежной системы существовавшей с реформы Елены Глинской 1535 года было замаскировано под прекращение существования копейки как таковой.
К 1718 году медные деньги являлись по своей сути кредитными, то есть их внутренняя стоимость не соответствовала номинальной. При стоимости одного пуда меди в 5 рублей из него чеканили монет на 40 рублей.

### Золотые монеты
В ходе денежной реформы в государстве в обороте появилась собственная золотая монета. В 1701 году на Кадашёвском монетном дворе отчеканили подражания дукатам червонцы, что ознаменовало появление в государстве ходячей, а не донативной (подарочной) как ранее, золотой монеты. Сначала выпускали червонцы без обозначения цены с весовыми характеристиками дуката ~ 3,4—3,5 г. Цена червонца была непостоянной и зависела от стоимости золота относительно серебра на внутреннем рынке. Первоначально их обменивали на 40 алтын, или 1 рубль 20 копеек. В 1718 году государство отказалось от весовых характеристик дуката. Проба золота была снижена. До 1729 года в стране выпускали золотые монеты 75-й золотниковой пробы (781-й метрической) весом в 1⁄100 фунта. Их номинальная стоимость составляла 2 рубля, а вес около 4 г, что соответствовало золотнику. С этой монетой связано появление выражения «мал золотник да дорог». На аверсе они содержали портретное изображение государя, а на реверсе — апостола Андрея Первозванного с косым крестом. Данные золотые монеты получили название «андреевских».

### Новая технология чеканки
Реформа предполагала не только введение новых типов монет, но и радикальное изменение технологии их выпуска. Чеканка новых монет с чётко определёнными весом и изображением требовала замену ручного производства на машинное. В контексте подготовки к реформированию денежной системы в Москве были открыты Красный монетный двор в 1697 году, Набережный монетный двор в 1699 году, Новый монетный двор в 1700 году, Набережный Серебряный монетный двор в 1701 году и Кадашёвский монетный двор в 1701 году.
Техника производства монет была позаимствована у европейцев. Ещё во время Великого посольства 1697—1698 годов Пётр I несколько раз встречался со смотрителем Королевского монетного двора Англии Исааком Ньютоном в Тауэре. В Англии на тот момент происходила реформа, предполагавшая в том числе перечеканку монет машинным способом. Молодой царь лично вникал в техническую часть работы станков, слушал разъяснения Ньютона о причинах, ходе и значении монетной реформы. Впоследствии он сам вникал в особенности монетного дела, встречался с медальерами, металлургами и механиками и даже испытывал новые станки. Так, в 1709 году он лично испробовал на деле гуртильный станок, после чего распорядился увеличить жалованье его создателю медальеру и резчику штемпелей Ф. Алексееву.